# Pedro Casas Souto
Pedro Casas Souto (Sobrado do Bispo, Barbadanes, 15 de octubre de 1826 - Plasencia, 25 de julio de 1906) fue un obispo español.

## Biografía
Nació en Sobrado del Obispo (Orense). Siendo aún muy niño, se trasladó al pueblo de Anta de Rioconejos, obispado de Astorga, donde al lado de su tío Leandro Penedo, se dedicó al estudio de Latinidad, para cursar y aprobar más tarde en el Seminario Conciliar de Orense los cursos de Filosofía y Teología con brillantes notas.
El año 1853 recibió el presbiterado de manos del obispo de Orense Luis de la Lastra y Cuesta.
Nombrado en septiembre de 1852 catedrático sustituto de Teología del Seminario Conciliar de Orense, ejerció su cargo hasta 1857 enseñando Teología moral.

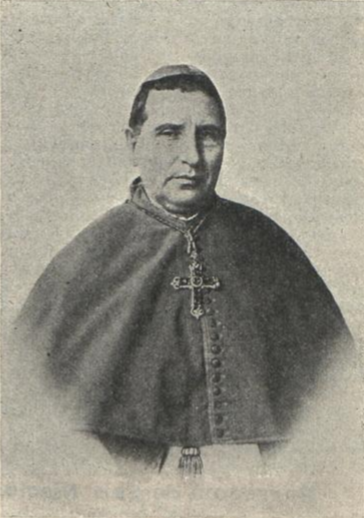
El obispo Pedro de las Casas y de Souto, retratado en La Hormiga de Oro.

Doctor en Sagrada Teología, en 1857 fue nombrado catedrático de tercer año de Filosofía, y después de Teología dogmática.
Desde 1861 y durante once años fue párroco de San Ciprián de Cobas (Orense).
En mayo de 1858 se mostró opositor a la Penitenciaría, en julio de 1871 a la Magistralía y en noviembre de 1872 a la Penitenciaría, todas de la catedral de Orense. Fueron aprobados sus ejercicios, y en la última oposición obtuvo la prebenda que desempeñó hasta que fue elevado a la dignidad episcopal.
El papa Pío IX, cuando el cardenal Juan Ignacio Moreno, arzobispo de Toledo, funcionaba en España a manera de legado suyo, eligió a Pedro de las Casas para obispo de Plasencia, le preconizó en 23 de septiembre de 1875 y en 6 de febrero de 1876 fue consagrado en la iglesia de San Isidro de Madrid, por el cardenal citado.
En septiembre de 1884 el obispo de Plasencia publicó un escrito adhiriéndose a la carta que los prelados de Burgos dirigieron a Sagasta, así como a la protesta del arzobispo de Santiago de Cuba en el Senado, y el 23 de enero de 1885 escribió una pastoral antiliberal que fue denunciada a Roma por el gobierno liberal-conservador de Cánovas y su ministro Francisco Silvela.
Casas también fue en dos ocasiones senador del reino, siendo elegido en febrero de 1891 por la provincia de Guipúzcoa y en abril de 1896 por la de Toledo. Sin embargo, por ser enemigo declarado del parlamentarismo, apenas asistió a las sesiones de la cámara alta, y no tomó parte en las discusiones.

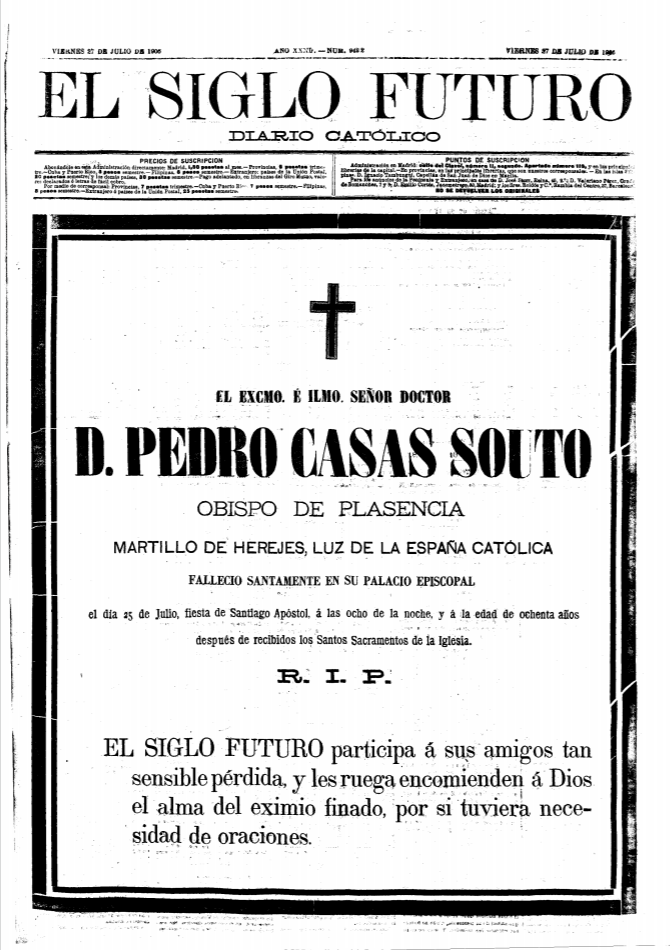
Esquela del obispo Pedro Casas Souto en El Siglo Futuro, diario del que fue entusiasta seguidor.

Fueron notables las pastorales que publicó este prelado, algunas de las cuales llamaron la atención de propios y extraños. Contrario a cualquier forma de liberalismo, escribió contra sus doctrinas, así como contra los “mestizos”, la libertad de prensa, la filosofía racionalista y, especialmente, contra los que atacaban «los derechos seculares de la Iglesia».
A su muerte, el diario El Liberal dijo de él:

Anteayer falleció en Plasencia el célebre Obispo D. Pedro Casas Souto, de más de ochenta años. Su celebridad no provenía del saber, sino de la intransigencia contra los liberales, ó mejor aún, contra los mestizos. 

Hasta la muerte permaneció fiel á la política de El Siglo Futuro.
Con el Padre Gago, andaluz, y el Sr. Sardá y Salvany, catalán, el Sr. Casas Souto, gallego, no dejó nunca de predicar la tesis de los integristas: “El liberalismo es pecado”.

Fuera de las virtudes personales, no podrán los biógrafos decir gran cosa de sus meses. Pero, sí, que fué el más intransigente y tozudo de los Prelados españoles.

En la lápida de su sepultura, situada frente al altar de la Asunción en la catedral de Plasencia, figura a modo de epitafio “Martillo del Liberalismo”, como llegó a ser conocido.